# Diószegi Kis János
Diószegi Kis János (Kis János) (Bihardiószeg, 1708 körül – Erdőbénye, 1782) református lelkész.

## Élete
Marosvásárhelyen tanult, majd 1731. július 5-étől Marburgban. Hazatérve Olthévízen lett udvari pap. 1735. november 15-től Sárospatakon, 1752-ben Ónodon, 1756-tól Sajóecsegen szolgált lelkészként. Hivataláról később lemondott, és Erdőbényére vonult vissza. Ő kezdte meg a sárospataki egyháznak jelenleg ismert legrégibb anyakönyvét; az ő idejében határozta el az egyház, hogy egyház ügyeinek  vitelére presbitereket és gondnokot válasszanak. Ezt a határozatot a Petrohón tartott kerületi gyűlés 1742-ben megerősítette.

## Munkái
- Dissertatio theol. de plerophoria. Marburg, 1731.
- Hugo Grotiusnak A keresztyén vallás igazságárúl irott könyvei annotatiojikkal, nemzete javára magyar nyelvre fordíttattak egy bujdosó magyartúl. Marburg, 1742. (A hetedik könyvet, az evang. és reformáta vallás igazságáról, maga írta; a mű a svéd király költségén jelent meg)
- Isten háza koronájának zászlózó drága-köve, mely az Istennek szent embereit megékesítő, minden drága virtusoknak metszésével ragyogván, mind a két Magyar-hazában sokképen megtiszteltetett tiszt. tudós Szathmári Mihály uramban… 1755. jún. 4. napján. Kolozsvár, 1748.